# Heliconius sara

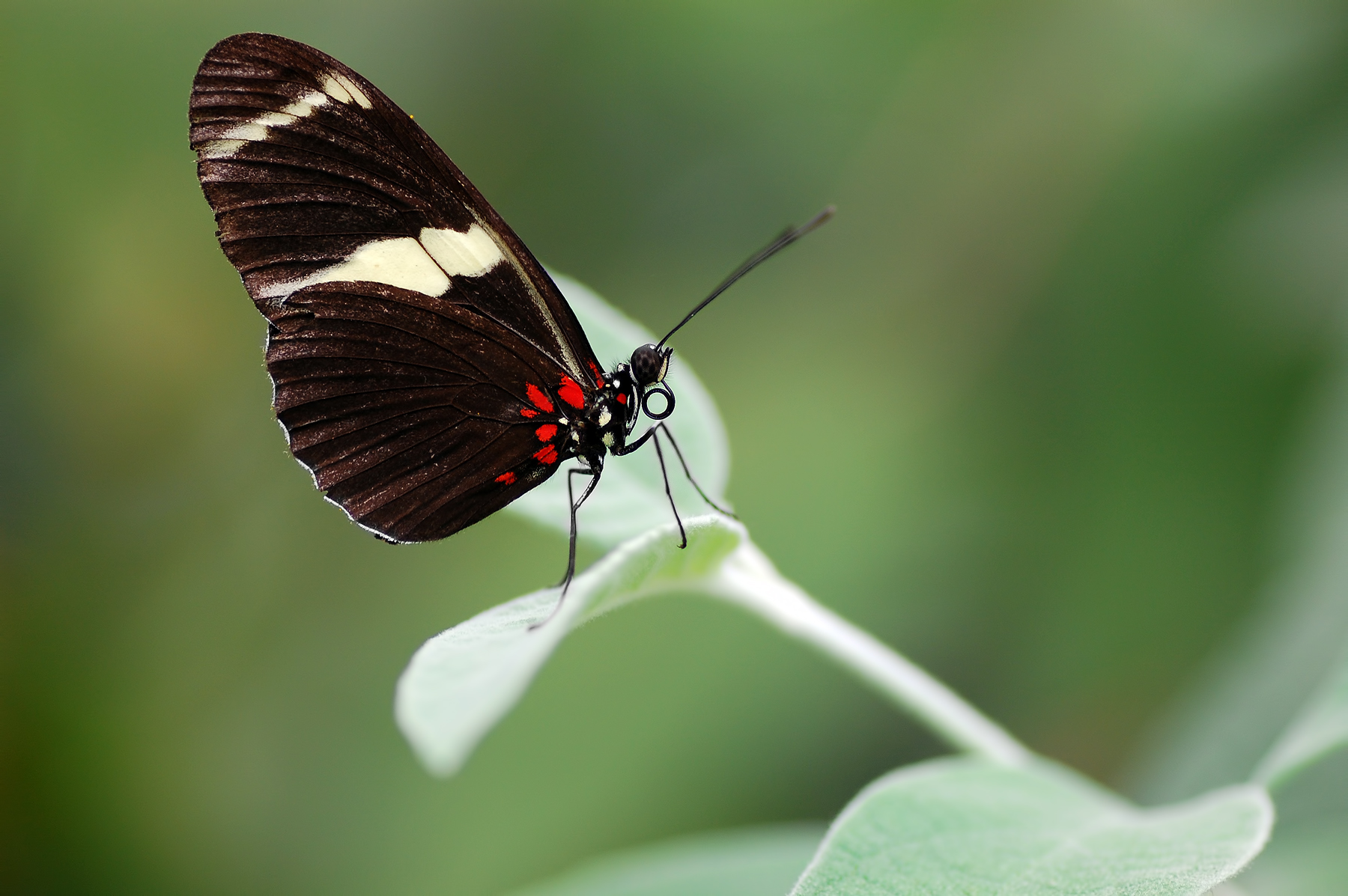
Heliconius sara

Heliconius sara es una especie de lepidóptero perteneciente a la familia Nymphalidae. Se encuentra desde México a la cuenca del Amazonas y sur de Brasil.

## Descripción
La superficie dorsal del ala es de color negro con parches grandes de color azul metálico enmarcados por dos bandas blancas en las alas anteriores (esta coloración es similar a la de Heliconius wallacei cuya área de distribución se solapa en parte con la de Heliconius sara, pero que no se extiende tan al norte). La superficie ventral del ala va de un desvaído marrón a negro con bandas y pequeñas manchas rojas en el margen proximal; la envergadura total es de 55 a 60 mm.
Los adultos se alimentan del néctar de especies de Hamelia, Lantana, Palicourea y Psiguria. Las larvas se alimentan de Passiflora y las hembras depositan sus huevos en estas plantas. Las larvas adquieren toxinas de sus plantas nutricias que sirven como defensa contra depredadores tanto a las larvas como a los adultos.

## Subespecies
- Heliconius sara sara (Fabricius, 1793)
- Heliconius sara brevimaculata Staudinger
- Heliconius sara fulgidus Stichel, 1906
- Heliconius sara theudela Hewitson, 1874
- Heliconius sara theudda Hewitson
- Heliconius sara apseudes (Hübner, 1806)
- Heliconius sara sprucei Bates, 1864
- Heliconius sara thamar (Hübner, 1806)
- Heliconius sara veraepacis Stichel